# Delta S.p.A.
Die Delta S.p.A. war ein italienischer Hersteller von Automobilen.

## Unternehmensgeschichte
Das Unternehmen aus Turin begann 1968 mit der Produktion von Automobilen. Der Markenname lautete Delta. 1971 endete die Produktion nach etwa 125 hergestellten Exemplaren, als die Società Albese Meccanice Autoveicoli die Produktion übernahm.

## Fahrzeuge
Das einzige Modell war der Yeti. Dies war ein offener Geländewagen mit Allradantrieb und optional Allradlenkung. Der Vierzylindermotor von Fiat leistete 42 PS aus 850 cm³ Hubraum.